# Аустиніт
Аустиніт є членом групи аделіту-деклуазиту, підгрупи аделіту, кінцевим (цинковим) членом Cu-Zn-ряду з коніхальцитом. Це цинковий аналог кобальто-аустиніту та нікело-аустиніту. У свій час «брикерит» вважався іншим видом, але тепер він вважається ідентичним аустиніту. Аустиніт названий на честь Остіна Флінта Роджерса (1877—1957), американського мінералога зі Стенфордського університету.

## Структура

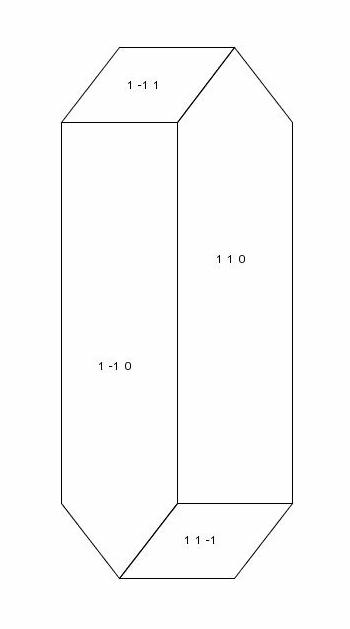
Лівосторонній аустиніт

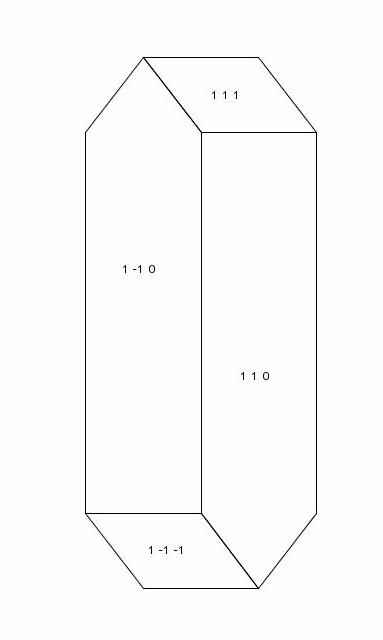
Правосторонній аустиніт

Структура аустиніту складається з ланцюгів багатогранників ZnO6 зі спільними гранями та дуже викривлених багатогранників Ca(O, OH)8, з'єднаних через AsO4 у тривимірну мережу.
Аустиніт має точкову групу 222 без площин відбиття, тому аустиніт також є енантіоморфним мінералом, який зустрічається як у вигляді правосторонніх, так і лівосторонніх кристалів, причому правосторонні кристали більш поширені.

## Прояви
Аустиніт є рідкісним мінералом у зоні окиснення арсеновмісних родовищ неблагородних металів, де його знаходять розвиненим на колоформній (що стосується округлої, кулястої текстури мінералу, утвореного колоїдними опадами) поверхні лімоніту або вистилання невеликих порожнин. Він тісно пов'язаний з адамітом і є більш пізнім мінералом. Аустиніт асоціюється з адамітом, кварцом, тальмезитом і лімонітом. Його типові місцевості: копальня «Голд-Гілл», Голд-Гілл, округ Голд-Гілл; гора Діп-Крік, округ Туела, штат Юта, США.